# 托尔斯滕·古切
托尔斯滕·古切（德語：Torsten Gutsche，1968年6月8日—），德国男子皮划艇运动员。他曾代表德国参加1992年和1996年夏季奥林匹克运动会皮划艇比赛，获得三枚金牌和一枚银牌。